# Фусо (лінкор)
«Фусо» (яп. 扶桑 Фусо:, «Країна сходу сонця») — лінійний корабель японського імператорського флоту. Головний корабель однойменного типу. Корабель названий на честь старовинної назви Японії.
Лінкор був закладений 11 березня 1912 року, спущений на воду 28 березня 1914 року і введений в експлуатацію в листопаді 1915 року. На початку служби лінкор патрулював вздовж узбережжя Китаю. У Першій світовій війні участі не брав. У 1923 році брав участь в ліквідації наслідків землетрусу Канто. У 1930—1935 і 1937—1941 роках проходив глибоку модернізацію щодо посилення бронювання та перебудови надбудов. Фусо в складі Південної групи віце-адмірала Шьоджі Нішімури брав участь у битві в затоці Лейте. В ніч на 25 жовтня 1944 «Фусо» разом з однотипним кораблем «Ямашіро» були потоплені в бою з шістьма американськими лінкорами в протоці Сурігао. У лінкор «Фусо» потрапили дві торпеди з американського есмінця, після чого корабель вибухнув. У повідомленнях стверджувалося, що Фусо розламався навпіл і обидві половини залишалися на плаву протягом години. З усього екіпажу врятувалися лише 10 осіб.

## Модернізація

### Конструкція
У ході першої модернізації 1930—1933 років, надбудову перебудували у "пагоду", встановлена фок-щогла. Задня надбудова була перебудована для розміщення 127-міліметрових зенітних гармат і встановлення додаткових постів керування вогнем. На «Фусо» була перебудована підводна частина — збільшені протиторпедні булі, для поліпшення підводного захисту і компенсації ваги додаткового обладнання та спорядження.
В ході другого етапу реконструкції в 1934—1935 роках, підводна частина була розширена, а корма подовжена на 7,62 м. Ці зміни збільшили загальну довжину «Фусо» до 212.75 метрів, а ширину до 33,1 м . Водотоннажність лінкора в процесі модернізації збільшилася майже на 4000 тонн і склало 39,154 довгих тонн (39,782 т) при повному навантаженні.

### Броньовий захист
Під час своєї першої реконструкції броня «Фусо» була істотно посилена. Палубна броня була збільшена до максимальної товщини 114 мм. Поздовжні перегородки з високоміцної сталі завтовшки 76 мм були додані для поліпшення підводного захисту.

### Авіаційне озброєння
Лінкори типу «Фусо» були оснащені майданчиком для зльоту літаків, змонтованої на вежі № 2 в 1924 році. В ході першого етапу модернізації лінкорів майданчик був встановлений на даху вежі № 3. Передбачалося базування на ньому трьох літаків, хоча кораблі не були оснащені літаковим ангаром.

Спочатку на кораблях базувалися біплани «Накаджіма E4N2», в 1938 році вони були замінені на «Накаджіма E8N2». В ході другого етапу модернізації 1940—1941 років на кормі корабля була встановлена нова катапульта і поліпшені умови базування літаків. З 1942 року лінкор «Фусо» отримав новий біплан «Міцубіші F1M», який замінив «Накаджіма E8N2».

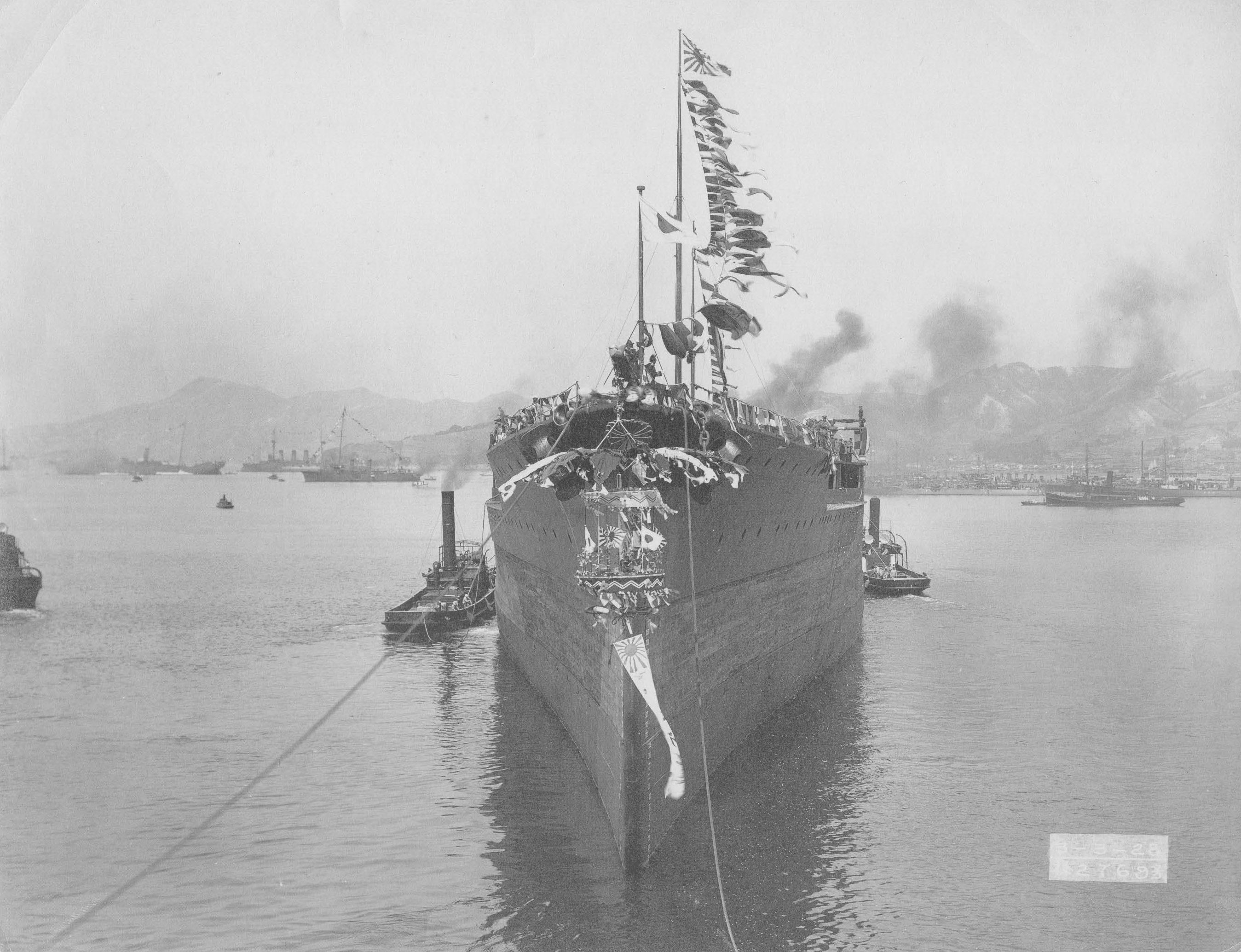
Лінійний корабель «Фусо» під час добудови на плаву
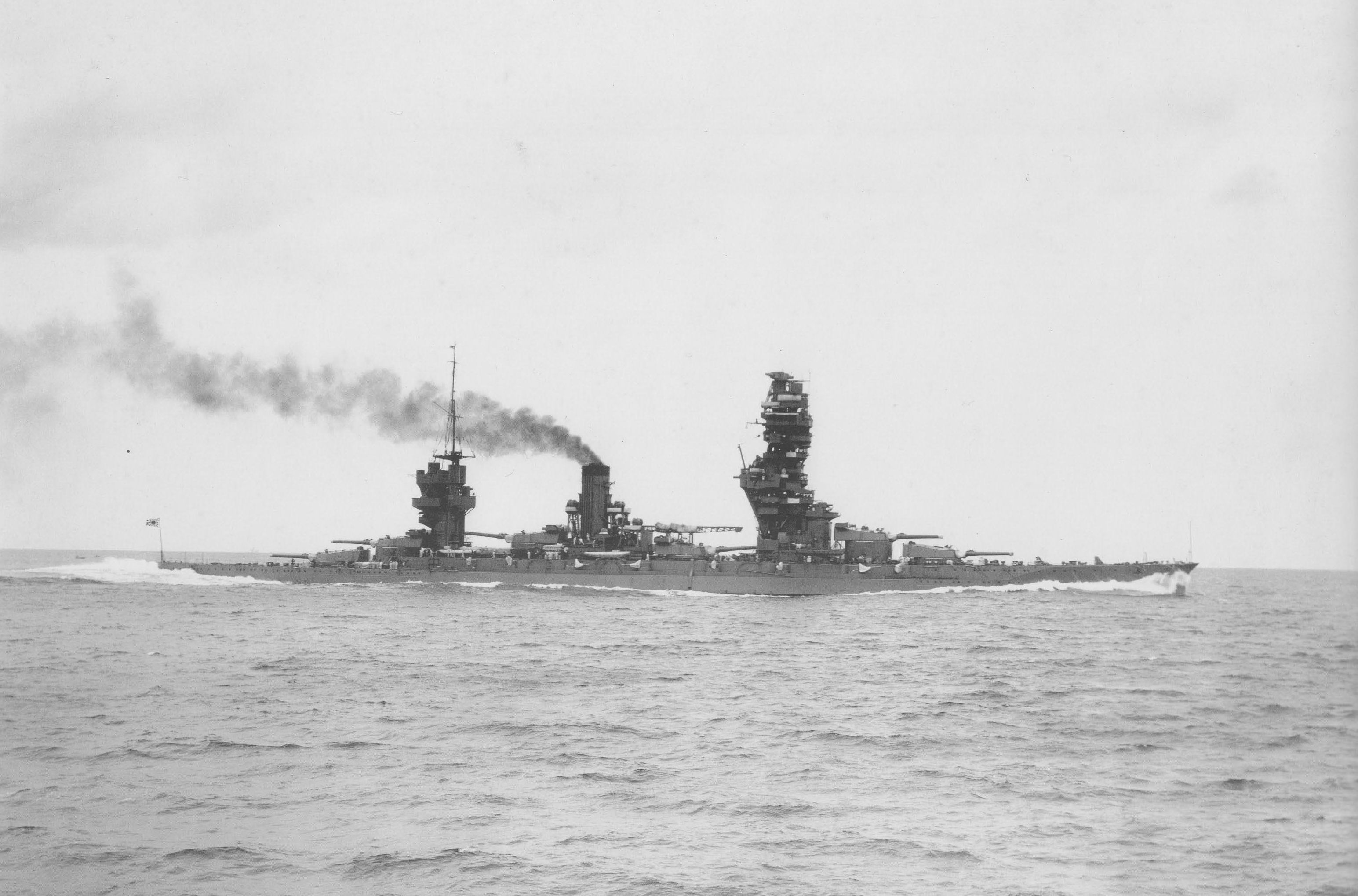
«Фусо» після модернізації
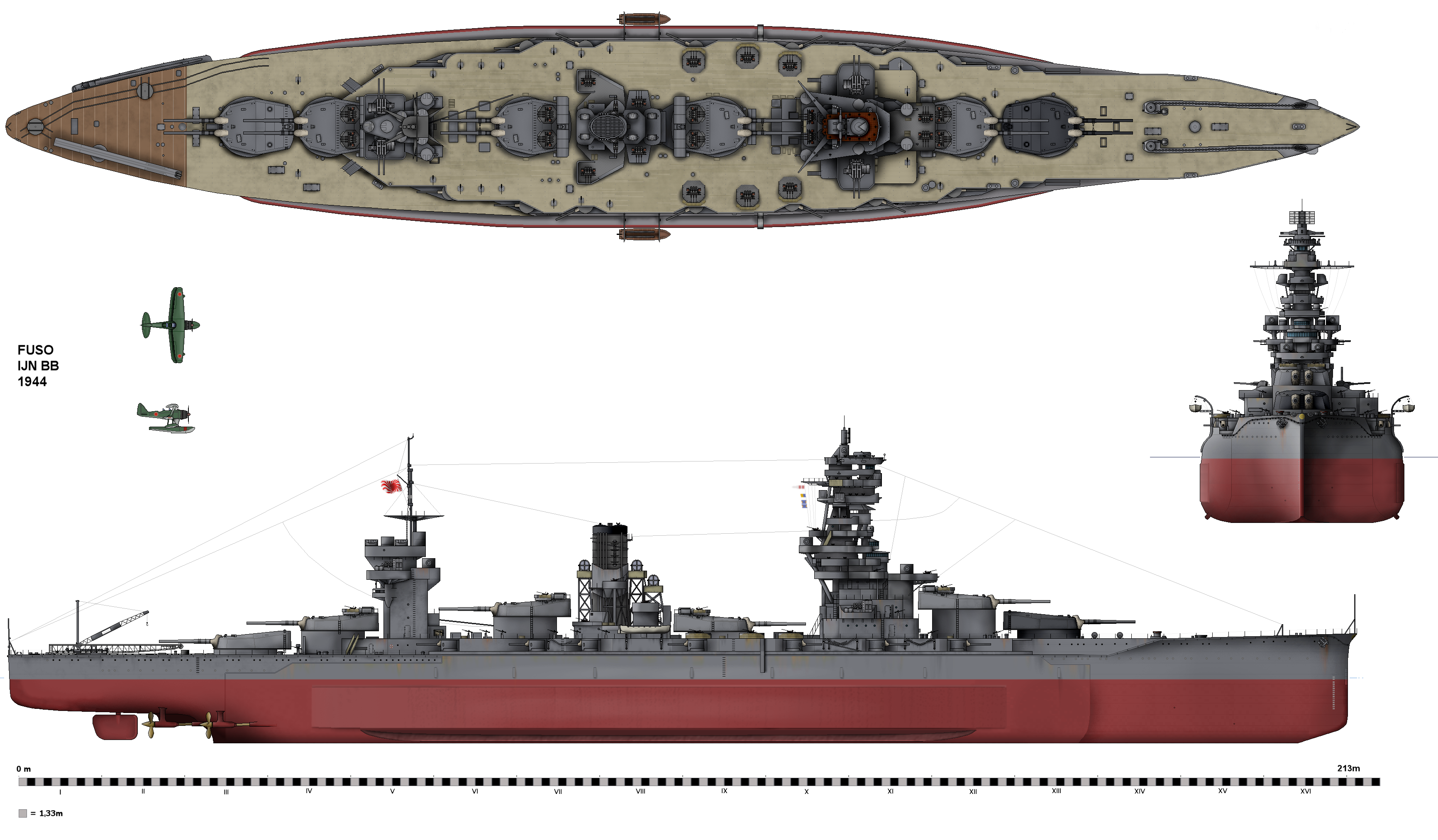
Схема «Фусо»

## Історія служби

### Довоєнний період
«Фусо» був закладений на військово-морській верфі в Куре 11 березня 1912 році і спущений на воду 28 березня 1914 року. Корабель був зданий в експлуатацію 8 листопада 1915 року. 13 грудня зарахований в 1-ю дивізію 1-го флоту. Корабель не брав участь у бойових діях під час Першої Світової Війни, так як в Азії вже не було сил центральних держав. До кінця війни лінкор займався патрулюванням біля берегів Китаю. В 1917 і 1918 роках «Фусо» служив флагманом 1-ї дивізії. Лінкор був виведений в резерв. У 1918 році на корабель встановили п'ять 76,2-мм зенітних кулеметів. З 9 по 22 вересня 1923 року «Фусо» брав участь у порятунку жертв великого землетрусу Канто. З 1 липня 1924 року по 1 листопада кораблем командував капітан Міцумаса Йонай, майбутній прем'єр-міністр Японії. З 1 листопада командування прийняв капітан Санкічі Такахаші. У 1920-ті роки «Фусо» проводив бойову підготовку біля берегів Китаю і часто стояв в резерві.
Перший етап першої модернізації розпочався 12 квітня 1930 року на верфі в Йокосуці. В ході модернізації були замінені машини, посилена броня і протиторпедні булі. 26 вересня 1932 року «Фусо» прибув у Куре, де було оновлено озброєння і демонтовані торпедні апарати. 12 травня 1933 року почалися ходові випробування. Другий етап модернізації корабля провели через рік, у ході якої лінкор був подовжений. В березні 1935 року реконструкція була завершена. В 1936—1937 роках «Фусо» виконував роль навчального судна.
26 лютого 1937 року почалася друга модернізація корабля. 1 грудня капітан Хіроакі Абе прийняв командування лінкора. 1 квітня 1938 року реконструкція була завершена. 15 листопада корабель був знову призначений в 1-у дивізію 1-го Флоту. Вона нетривалий час діяла в китайських водах на початку 1939 року. 12 грудня 1940 року розпочався другий етап другої модернізації. До 10 квітня 1941 року всі модернізаційні роботи на «Фусо» були закінчені. Оновлений корабель увійшов в 2-ю дивізію 1-го Флоту. 15 вересня командування на лінкорі «Фусо» прийняв капітан Міцуо Кіносіта. У той час 2-а дивізія складалася з двох лінкорів типу «Фусо» і двох лінійних кораблів типу «Ісе».

### Останній похід

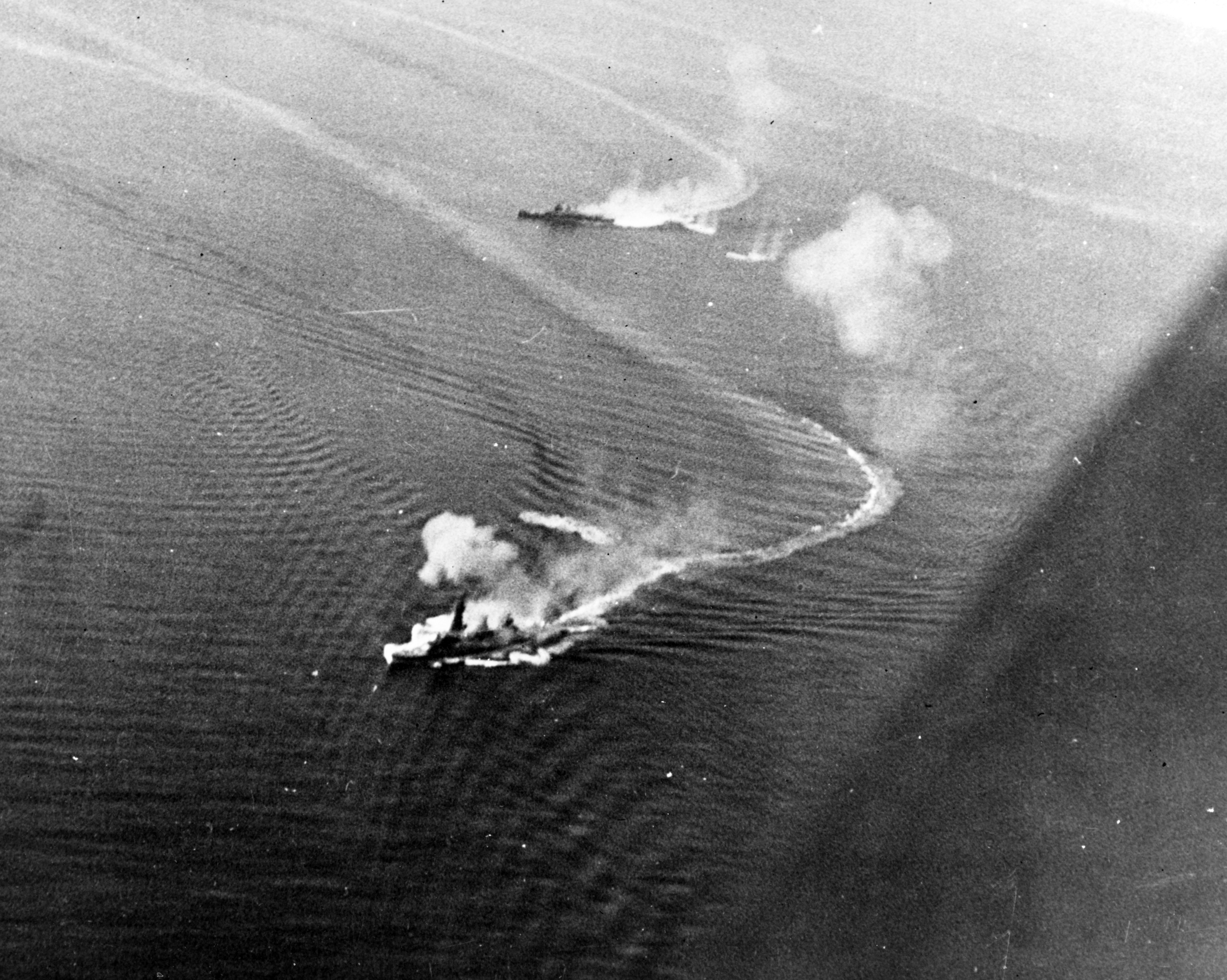
Фусо і Могамі під повітряним обстрілом під час битви в протоці Сурігао

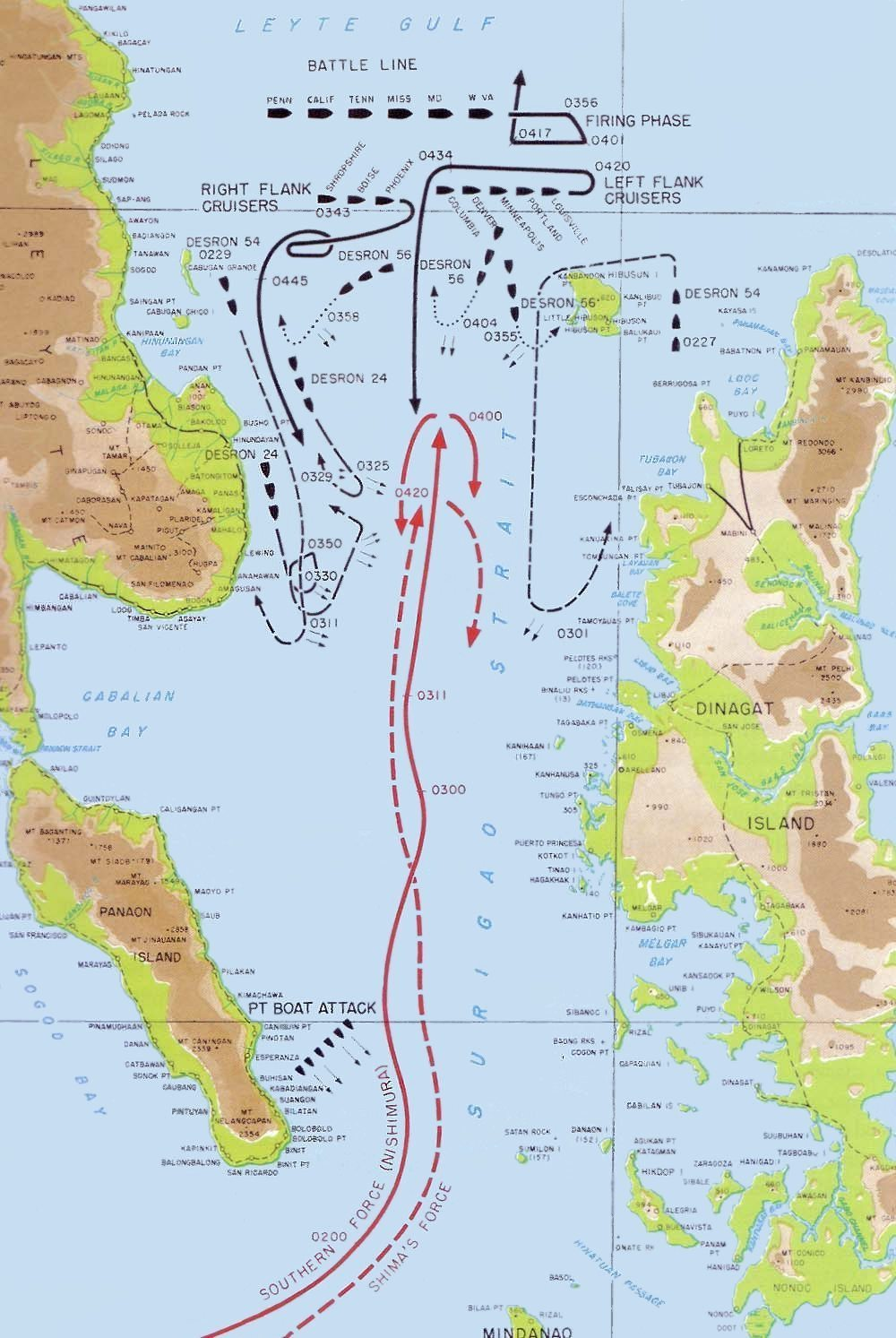
Битва в затоці Сурігао (Схема)

Під командуванням контр-адмірала Масамі Бана «Фусо» покинув Бруней 22 жовтня 1944 року і в складі Південної групи попрямував на схід в море Сулу, а потім на північний схід в море Мінданао, маючи намір приєднатися до сил віце-адмірала Такео Куріти в затоці Лейте. Кораблі пройшли на захід від острова Мінданао в протоку Сурігао, де зустріли велике американське з'єднання. Битва в протоці Сурігао стало найважливішою подією в битві в затоці Лейте.
24 жовтня о 9:08 «Фусо», «Ямашіро» і важкий крейсер «Моґамі» помітили групу з 27 літаків, серед яких були торпедоносці TBF Avenger і пікіруючі бомбардувальники SB2C Helldiver у супроводі палубних винищувачів F6F Hellcat. Бомба з одного з літаків, що потрапила в «Фусо», знищила катапульту і обидва гідролітака. Інша бомба потрапила в корабель біля вежі № 2 і проломила палубу, загинуло багато матросів на постах допоміжної артилерії.
Рано вранці наступного дня в 1:05 «Фусо» відкрив вогонь по лівому борту і потрапив у крейсер «Моґамі». «Дружнім вогнем» з лінкора були вбиті троє моряків в лазареті «Моґамі».
В 2:00 почалися атаки американських есмінців, вони випустили 27 торпед і в 2:07 одна або дві торпеди вдарили в правий борт «Фусо». Корабель почав кренитися на правий борт, уповільнив хід і вийшов з ладу. Пізніше очевидці стверджували, що «Фусо» розламався навпіл, і що обидві половини залишалися на плаву і горіли протягом години. Але свідки могли бачити тільки вогонь на воді, а не які-небудь фрагменти корабля. Історик Джон Толанд в 1970 році стверджував, що «Фусо» переламався навпіл. Згідно з дослідженнями історика Ентоні Таллі, опублікованими в 2009 році і заснованим на записах суднового журналу корабля «Хатчінс», де описується потоплення «Фусо» — «величезний вибух у 03:38 піднявся над кораблем, так що здавалося, він переломився навпіл…»
Достеменно відомо, що лінкор був торпедований і в результаті інтенсивного затоплення перекинувся і затонув протягом сорока хвилин. «Фусо» пішов на дно між 3:38 3:50, з його екіпажа вижили лише кілька десятків людей. Є свідчення, що деякі з них були врятовані есмінцем «Асагумо», який сам затонув через деякий час. Десять членів екіпажу лінкора змогли повернутися в Японію.
31 серпня 1945 року «Фусо» був виключений зі списків флоту.